# Rob Garza
Rob Garza (ur. 1970) – amerykański didżej, multiinstrumentalista, kompozytor i producent muzyczny, współzałożyciel (z Erikiem Hiltonem) zespołu Thievery Corporation. 

## Życiorys i twórczość

### Początki
Rob Garza urodził się w 1970 roku na przedmieściach Chicago. Wychowywał się w mieście Frederick w stanie Maryland. Już w dzieciństwie intensywnie słuchał muzyki. Jego ojciec był zapalonym melomanem. Kolekcjonował nagrania The Beatles, The Drifters, Sama Cooke’a, Roya Orbisona, Henry’ego Manciniego, Harry’ego Belafonte. Matka Garzy pochodziła z Meksyku, więc interesowała się bardziej muzyką swego kraju, szczególnie balladą. Kiedy rodzina przeniosła się do Connecticut, Rob poszedł do jednej z najlepszych szkół w Stanach Zjednoczonych, która miała w programie muzykę elektroniczną jako przedmiot fakultatywny. W wieku 14 lub 15 lat zaczął eksperymentować z automatami perkusyjnymi, sekwencerami, syntezatorami modularnymi i magnetofonami szpulowymi. Doświadczenia te doprowadziły go do muzyki elektronicznej. Mając 16 lat zbudował w domu studio nagraniowe. 
Po powrocie do Maryland podjął studia na wydziale sztuk wizualnych i scenicznych. Pracując dla jednej z firm specjalizujących się bezpieczeństwie w ruchu lotniczym i przeciwdziałaniu terroryzmowi, odkrył jazz i bossa novę. Na początku lat 90. pod szyldem firmy Juju Thievery Corporation wydawał płyty z muzyką techno.

### Thievery Corporation

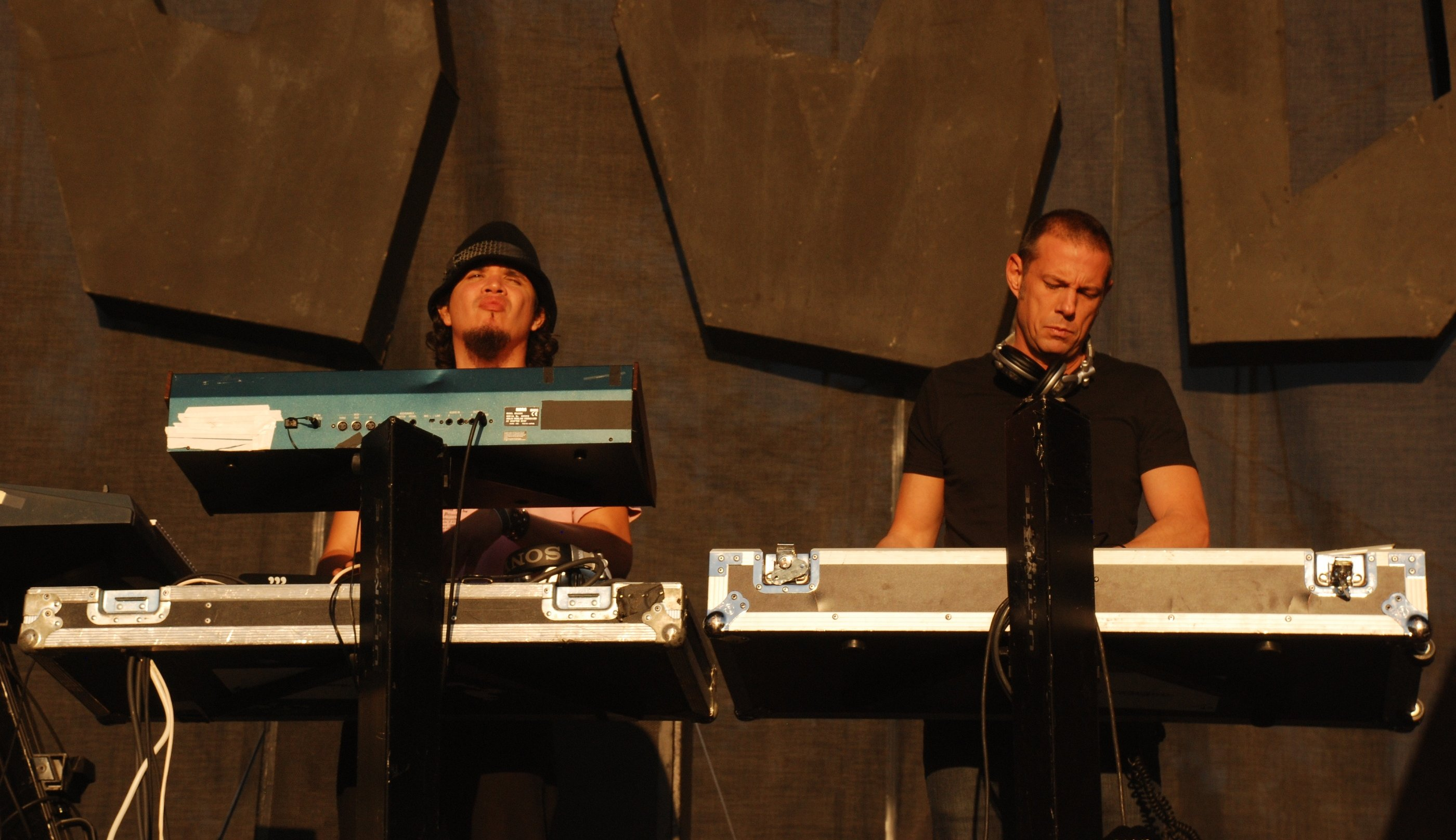
Rob Garza i Eric Hilton

W 1995 roku Rob Garza spotkał Erica Hiltona, również didżeja, organizatora przyjęć i różnych imprez muzycznych. Było to w czasie, kiedy obaj zostali zaproszeni przez ich wspólną przyjaciółkę do klubu muzycznego Eighteenth Street Lounge w Waszyngtonie, będącego popularnym miejscem spotkań muzyków i miłośników nocnego życia. Postanowili wówczas założyć zespół, któremu dali nazwę Thievery Corporation. Zespół zadebiutował w 1996 roku albumem Sounds from the Thievery Hi-Fi, zadedykowanym jednemu z mistrzów bossa novy, Antôniowi Carlosowi Jobimowi. Proponował muzykę instrumentalną, utrzymaną w stylu pośrednim między trip hopem a acid jazzem. Garza i Hilton swej twórczości wykorzystywali tak różnorodne gatunki muzyczne jak: space rock, hip-hop, indyjski trip hop, dub, francuskie piosenki miłosne czy shoegaze łącząc je z niezwykłą spójnością w całość.

### Działalność solowa i współpraca z innymi artystami

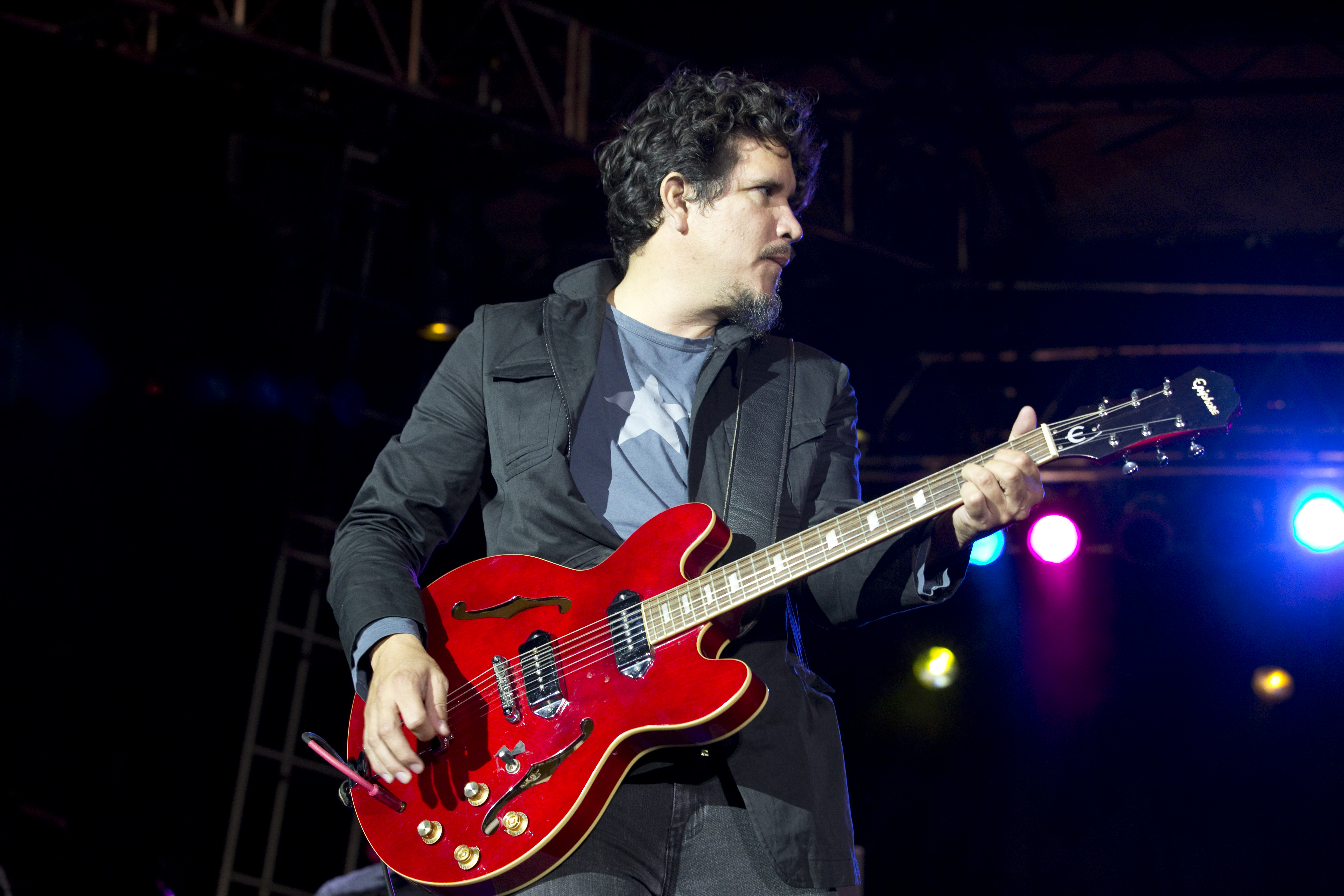
Rob Garza (2012)

Obok działalności w zespole Rob Garza podjął również współpracę z innymi artystami oraz rozpoczął nagrywanie i wydawanie muzyki firmowanej własnym nazwiskiem. W swoich kompozycjach nawiązywał do własnych, wcześniejszych doświadczeń w zakresie muzyki elektronicznej łącząc je z dobrze znanymi brzmieniami Thievery Corporation.
W 2013 roku zrealizował album Remixes, na którym znalazły się jego remiksy utworów artystów prezentujących różne gatunki i style wykonawcze jak: Miguel Migs – deep house („The System”), zespół Novalima – afroperuwiańska electronica („Festejo”), duet AM & Shawn Lee – inspirowany muzyką latynoamerykańską neo soul („Promises are Never Far from Lies”), Sleepy Wonder - dance („World Citizenship”), Tycho – ambient („Ascension”), Shana Halligan – electro-chanteuse („True Love”), Gogol Bordello („Through the Roof and Underground”), Federico Aubele („No One”) oraz opracowany na nowo utwór Thievery Corporation, „Vampires”. Wyjaśniając bliżej specyfikę swego podejścia do remiksów stwierdził, iż biorąc konkretną piosenkę na warsztat, stara się uchwycić w niej coś interesującego, a następnie rozwinąć ten element tworząc w ten sposób nową piosenkę. Jako przykład podał oryginalny utwór Tycho i swój remiks, całkowicie odmienny od oryginału. Później, w tym samym roku, Garza współpracował z kanadyjskim producentem Neighbourem (Matt Dauncey), przy wydaniu EP-ki Calle Del Espíritu Santo. Zainspirowana duchem swoich podróży do Madrytu EP-ka jest pierwszym z serii wydawnictw, będących muzycznymi wspomnieniami.
W 2015 roku Rob Garza zadebiutował samodzielnie na rynku płytowym EP-ką Palace of Mirrors, wydaną pod szyldem własnej wytwórni, Magnetic Moon Records. Jedno z nagrań, jakie się na znalazły na EP-ce, „Blue Agave Fields”, zostało zainspirowane produkcją mezcalu, z którą artysta zetknął się podróżując po stanie Oaxaca. Wraz z zaprzyjaźnionym przedsiębiorcą sam zlecił produkcję trunku spod znaku mezcal, który po zdobyciu niezbędnych certyfikatów będzie sprzedawany na terenie Stanów Zjednoczonych.

### Zainteresowania muzyczne
W czasie wolnym Rob Garza słucha muzyki takich artystów jak: Arvo Pärt, Philip Glass i Antônio Carlos Jobim. Spośród swoich ulubionych wykonawców muzyki elektronicznej wymienił takich artystów jak: Tycho, Downtown Party Network, Todd Terje i Psychemagik.